# Jonas Jansson i Åsen den yngre
Jonas Jansson (i riksdagen kallad Jansson i Åsen), född 21 april 1824 i Väse församling, Värmlands län, död 1 augusti 1899 i Kristinehamn, Värmlands län (folkbokförd i Väse församling), var en svensk lantbrukare, hemmansägare och politiker. Han var sonson till lantbrukaren och riksdagsmannen Jonas Jansson.
Jansson var ledamot av riksdagens andra kammare 1873–1878, invald i Ölme, Visnums och Väse häraders valkrets i Värmlands län.